# Легенда про Білу Змію
Легенда про Білу Змію, також відома як Мадам Біла Змія, — давньокитайська легенда.
Найперша згадка про спробу видання друкованого примірника історії є «Біла дівчина, що заперта на вічність у пагоді Лейфенг» (白 娘子 永 鎭 雷峰塔) в «Історіях Фен Менглонг для застереження світу», написана під час династії Мін .
Наразі історія зарахована до чотирьох великих народних творів у Китаї, інші — Леді Менг Цзян, Закохані Метелики і Пастух та Дівчина ткача (Ніуланг Чжину). 

## Зміст історії
Лю Донгбін, один із восьми Безсмертних, маскується під торговця медициною біля Розбитого мосту біля Західного озера в Ханчжоу . Хлопчик на ім’я Сю С'єн Xu Xian ( 許仙 ) купує ліки Лю Донбіна, не знаючи, що це насправді пілюлі безсмертя. Після поїдання їх наступні три дні він не відчуває голоду, тому повертається назад, щоб запитати продавця, чому. Лю Донбін сміється і несе Сю С'єн до мосту, де він перевертає його вгору і змушує виблювати пігулки в озеро. 
В озері є дух білої змії, який практикує даоські магічні мистецтва в надії стати безсмертною після століть тренувань та вдосконалень. Вона їсть таблетки і набуває магічних сил на 500 років. Тому вона відчуває вдячність Сю С'єн і їх долі переплітаються. Та є ще один дух - черепахи, який тренується в озері, який не встиг взяти жодну з таблеток; він дуже заздрить білій змії. Одного разу біла змія бачить на мосту жебрака, який спіймав зелену змію і хоче вбити та продати її. Біла змія перетворюється на жінку і купує зелену змію у жебрака, тим самим рятуючи життя зеленій змії. Зелена змія вдячна білій змії і вона вважає білу змію старшою сестрою. 
Вісімнадцять років потому, під час фестивалю упокоїння мертвих Цінгмінг, білі та зелені змії перетворюються на двох молодих жінок, що називаються відповідно Бай Сучжен ( 白素貞 ) та Сяоцин ( 小青 ). Вони зустрічаються з Сюй Сіаном біля Розбитого мосту в Ханчжоу. Сюй Сян позичає їм парасольку, бо йде дощ. Сюй Сян і Бай Сучжен поступово закохуються і зрештою одружуються. Вони переїжджають до Чженьцзян, де відкривають аптеку. 
Тим часом дух черепахи накопичив достатньо сил, щоб прийняти людську форму, тому він перетворюється на буддійського ченця під назвою Фахай ( 法海 ). Досі розлючений на Бай Сучжен, Фахай планує розірвати її відносини з Сюй Сіаном. Він підходить до Сюя Сіана і каже йому, що під час фестивалю в Дуаньву його дружина повинна пити реагарне вино, алкогольний напій, який зазвичай вживають під час цього фестивалю. Бай Сучжен, не підозрюючи, п’є вино і тим самим розкриває свою справжню форму як велика біла змія. Сюй Сіан помирає від шоку, побачивши, що його дружина не людина. Бай Сучжен і Сяоцин вирушають на гору Емей, де вони шукають чарівну траву, яка повертає Сюй Сян до життя. 

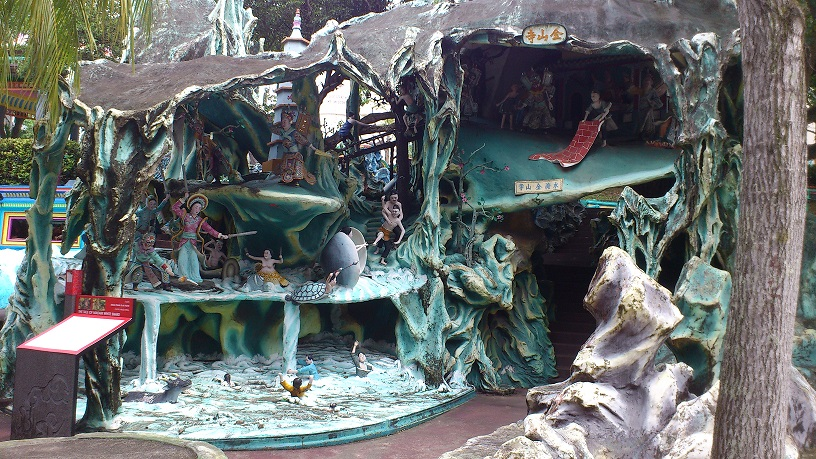
Діорама в Віллі Хоу Пар, Сінгапур, зображує битву між Бай Сучжен і Фахай.

Повернувшись до життя, Сюй Сіан продовжує зберігати свою любов до Бай Сучжен, незважаючи на те, що вона знає справжню природу. Фахай намагається їх знову розлучити, захопивши Сюя Сіань і ув'язнивши його в храм Цзіньшань. Бай Сучжен і Сяоцин борються з Фахаєм, щоб врятувати Сюй Сян. Під час битви Бай Сужен використовує свої сили, щоб затопити храм, завдавши побічної шкоди та затопивши багато невинних людей у процесі. Однак її сили обмежені, оскільки вона вже вагітна дитиною Сю Сіаня, тому їй не вдається врятувати чоловіка. Пізніше Сюй Сіану вдалося втекти з храму Цзіньшань і знову об'єднатися зі своєю дружиною в Ханчжоу, де Бай Сучжен народжує їхнього сина Сю Мендзяо ( 許夢蛟 ). Фахай відстежує їх, перемагає Бай Сучжен і ув'язняє її в пагоді Лейфен . Сюй Сіан тікає, поклявшись помститися. 
Через двадцять років Сю Менцзяо завойовує посаду Чжуангюань (провідний науковець) в імперській експертизі і повертається додому в славі, щоб відвідати батьків. У той же час Сяоцин, який протягом останніх років проводив вдосконалення своїх повноважень, відправляється в храм Цзіньшань, щоб протистояти Фахаю і перемагає його. Бай Сучжен звільняється від пагоди Лейфенг і знову об'єднується з чоловіком і сином, а Фахай тікає і ховається всередині шлунка краба. Існує приказка, що внутрішній жир краба - помаранчевий, оскільки він нагадує колір касая Фахая . 

### Модифікації та альтернативні версії
Біла змія була просто відома як "Біла леді" або "Біла Діва" ( 白娘子 ) в оригінальній казці в " 白娘子 Фен Менґлонг ", щоб застерегти світ . Назва "Bai Suzhen" була створена в більш пізню епоху. 
Оригінальна історія була історією добра і зла. Буддиський монах Фахай мав намір врятувати душу Сюя Сіаня від духа білої змії, яка зображувалася як злий демон. Протягом століть, однак, легенда переросла від казки жахів до романтичної історії, коли Бай Сучжен і Сюй Сіань були по-справжньому закохані одне в одного, хоча їхні стосунки заборонені законами природи. 
Деякі адаптації легенди в театрі, кіно, телебаченні та інших засобах масової інформації внесли великі зміни в оригінальну історію, включаючи наступне: 
- Зелена змія (Сяокін) зображується як зрадницький антагоніст, який зраджує білу змію, на відміну від традиційного зображення її як близького друга та довіреної особи білої змії.
- Крім того, зелена змія (Сяоцин) менш розвинена, менш добре навчена порівняно з білою змією (Бай Сучжен), і, таким чином, менш усвідомлює, що означає бути людиною. Вона більш анімалістична і тому іноді суперечить Баю Суджену, тим самим пояснюючи їх відмінності як у характері, так і в діях.
- Фахай зображується в більш симпатичному світлі на відміну від традиційного зображення його як мстивого і ревнивого лиходія: жорсткого і авторитарного, але доброзичливого. Його основна історія також відрізняється в деяких адаптаціях.
- Бай Сужен звільнений від пагоди Лейфенг через те, що  синова побожність перенесла її на Небо.
- Реткон або ревізіоністська версія розповіді говорить про те, що Сюй Сянь та Бай Сучжен насправді були безсмертними, котрі закохалися та були вигнані з Неба, оскільки небесні закони забороняли їхню любов. Вони перевтілюються відповідно у чоловічого чоловіка і жіночого змія, відповідно, і їх історія починається.

## Дивись також
- Китайська міфологія
- Фестиваль Дуанву